# أندريس مانويل دياز
أندريس مانويل دياز (بالإسبانية: Andrés Manuel Díaz)‏ هو منافس ألعاب قوى إسباني، ولد في 12 يوليو 1969 في لا كورونيا في إسبانيا.

## وصلات خارجية
- أندريس مانويل دياز على موقع الاتحاد الدولي لألعاب القوى (الإنجليزية)
- أندريس مانويل دياز على موقع أوليمبيديا (الإنجليزية)